# تاكاو فوجي
تاكاو فوجي هو سياسي ياباني، ولد في 14 مارس 1943 في اليابان. حزبياً، نشط في الحزب الليبرالي الديمقراطي الياباني. وقد انتخب عضو مجلس المستشارين ( – 4 ديسمبر 2012) وانتخب عضو مجلس النواب من اليابان.